# Robert Herbert
Robert Wyndam George Herbert, (12 juin 1831 - 6 mai 1905), est le premier premier ministre du Queensland, en Australie. 

## Biographie
Né à Brighton, en Angleterre, il est le seul fils d'Algernon Herbert, le plus jeune fils du premier comte de Carnarvon. Il fait ses études à Eton et au Balliol College, à Oxford. 
Lorsque le Queensland devient une colonie indépendante, Sir George Bowen en est nommé le premier gouverneur. Il arrive à Brisbane le 10 décembre 1859 amenant Herbert avec lui comme son secrétaire particulier. Le jour de leur arrivée, Herbert est nommé secrétaire colonial et Ratcliffe Pring ministre de la justice. C'est avec eux que le gouverneur forme le premier conseil exécutif auquel il ajoute d'autres membres par la suite. Lors de l'élection qui s'est tenue au début de l'année 1860, il est élu sans opposition député de Leichhardt et devient le premier premier ministre du Queensland. Il se montre un bon leader à son poste de décembre 1859 à février 1866.
Pendant la durée de ses fonctions, il fait adopter quatre lois sur la terre et l'éducation fait également l'objet de premières mesures. Le gouverneur écrivit au Ministre des Colonies, que le parlement du Queensland "avait voté un plus grand nombre de mesures réellement utiles que n'importe quel parlement d'une autre colonie australiennes". Certes, le premier gouvernement du Queensland contraste avec ceux des autres colonies, dont chacun a en moyenne une demi-douzaine de ministres pendant la même période. Herbert, cependant, tombe en disgrâce lorsque certaines difficultés financières se produisirent. Il démissionne en février 1866 et est remplacé par Arthur Macalister qui est premier ministre jusqu'au 20 juillet 1866. Herbert veut retourner aussitôt en Angleterre mais, à la demande du gouverneur, après un premier gouvernement Macalister qui dure moins de trois semaines, il doit rediriger un second gouvernement. Herbert peut ensuite partir pour l'Angleterre, après avoir acquis une grande expérience qui lui est très utile dans les années à venir. 
Quelques mois après son arrivée en Angleterre, il est nommé à la Chambre de commerce, puis en 1870, au ministère des colonies. Il occupe ce poste pendant 21 ans avec une grande distinction. Son attitude est généralement conciliante et il a beaucoup de tact avec les personnes qui travaillent avec lui. Il quitte le bureau colonial en 1892, mais reprend ses fonctions de nouveau pour quelques mois à la demande spéciale de Joseph Chamberlain. Entre 1893-1896, il est agent général de Tasmanie. En décembre 1903, il est président de la commission tarifaire. Il est décédé à Ickleton en Angleterre, le 6 mai 1905.